# Ante Vrcić
Ante Vrcić (Šibenik, 20. listopada 1990.) bivši je hrvatski nogometaš.
Započeo je s karijerom igrajući u HNK Mihovilu gdje je zaradio epitet iznimno nadarenog mladog veznog igrača. Bio je član Hrvatske reprezentacije U-17 s kojom je debitirao 2007. godine u susretu protiv Mađarske, u pobjedi Hrvatske od 1-0, odigranoj u Medulinu. Nakon debitiranja u utakmici protiv Slaven Belupa 2009. godine nezadovoljan statusom odlazi na posudbe.
Nakon povratka s posudbe dobiva priliku u posljednje dvije prvoligaške sezone u HNK Šibeniku te u posljednjoj utakmici se upisuje u strijelce. Nogometnu karijeru je zaključio sa samo 22 godine te se aktivirao u politici gdje je na lokalnim izborima 2017. godine izabran za vijećnika Županijske skupštine Šibensko-kninske županije s liste HDZ-a, kao najmlađi član s 26. godina.

## Vanjske poveznice
- transfermarkt.de